# Allogalumna plowmanae
Allogalumna plowmanae är en kvalsterart som beskrevs av J. och P. Balogh 1983. Allogalumna plowmanae ingår i släktet Allogalumna och familjen Galumnidae. Inga underarter finns listade i Catalogue of Life.